# Ekhästmyra
Ekhästmyra (Camponotus fallax) är en art i insektsordningen steklar som tillhör familjen myror.

## Underarter
- Camponotus fallax fallax (Nylander, 1856)[3]
- Camponotus fallax pageti Hamann & Klemm, 1976[3]

## Beskrivning
Ekhästmyrans arbetare har en mörkbrun till svartaktig färg på kroppen och ljusare antenner, käkar och ben. Färgen är mattare på huvud och mellankropp än på bakkroppen, som är mera blank. Kroppslängden är 4 till 9 millimeter. Drottningarna, det vill säga de fortplantningsdugliga honorna, påminner om arbetarna i utseendet men är vanligen större än dessa, med en kroppslängd på cirka 8 till 10 millimeter. Hanarna är brunsvarta i färgen, med gul framkant på vingarna och gula vingbaser. Kroppslängden för hanarna är 7 till 8 millimeter. En viktig, om än svårobserverad skillnad mellan ekhästmyran och andra hästmyror är att framkanten på clypeus (munskölden) på ekhästmyran är konkav, det vill säga krökt inåt på mitten, medan den hos andra hästmyrearter är rak eller rentav något konvex.

## Utbredning
Ekhästmyrans huvudsakliga utbredningsområde omfattar delar av södra och centrala Europa med angränsande delar av Asien, norrut till mellersta Frankrike och norra Polen, österut via Turkiet till Kazakstan, samt i Marocko i Nordafrika. Dess ytterst begränsade förekomst i Västmanland i Sverige är att betrakta som en isolerad nordlig utpostlokal.

### Status
I Sverige är ekhästmyran betraktad som akut hotad. De största hoten mot arten är att antalet samhällen är mycket få, bara några få träd vid Strömsholm i Västmanland, och att populationsnivån i dessa är låg. Detta eftersom det innebär att även tillfälliga ogynnsamma störningar kan påverka artens fortbestånd i landet mycket negativt. Även bristen på lämpliga boträd är ett hot mot arten.

## Ekologi
Ekhästmyran är en värmekrävande art som vanligen lever i små samhällen, vilka i regel bara omfattar upp till ett 100-tal individer med en enda drottning. Som boträd föredrar arten gamla lövträd, i Nordeuropa (det vill säga Sverige) kraftiga, ihåliga ekar. Själva samhället hittas uppe i träden, i ett bo utgnagt i murken ved i i övrigt levande träd, eller under trädets bark. Myrorna är kvälls- och nattaktiva och skygga, och lämnar sällan sitt boträd. Arten svärmar i maj.